# Сен-Жермен-л’Оксеруа (квартал)

Кварталы I округа Парижа

Сен-Жерме́н-л’Оксеруа́ (фр. Saint-Germain-l’Auxerrois) — 1-й административный квартал I округа Парижа. Находится в южной части I округа на правом берегу Сены, и частично — на западной стороне острова Сите, отделённой от него правым рукавом Сены.

## Местоположение
Границы квартала определены декретом 1859 года и проходят (в направлении по часовой стрелке) по воображаемой линии, проходящей:
- на севере — по оси улицы Риволи (западная часть, которая проходит от площади Согласия до Севастопольского бульвара);
- на востоке — по оси Севастопольского бульвара (разделяя его к югу от пересечения с улицей Риволи) до моста Менял и далее вдоль всей длины бульвара дю Пале[фр.] на острове Сите до моста Сен-Мишель;
- на юге — по оси течения Сены (от моста Сен-Мишель на запад);
- на западе — вдоль ограды сада Тюильри до площади Согласия.

Площадь квартала внутри этого периметра составляет 86,9 гектара. Большая часть территории занята Лувром и садами Тюильри (на правом берегу Сены) и Дворцом правосудия (на острове Сите), благодаря чему населена только небольшая часть квартала — на западе острова Сите в районе площади Дофина, а также территория, заключённая в четырёхугольнике, образованном улицей Риволи (на севере), Севастопольским бульваром (на востоке), набережными Межиссери и Лувра (на юге) и улицей адмирала Колиньи (на западе).

## Население
Численность населения квартала менялась следующим образом:
| Год (национальная перепись) | Население | Плотность населения (жителей на кв.км) | Динамика по сравнению с предыдущей переписью |
| --------------------------- | --------- | -------------------------------------- | -------------------------------------------- |
| 1860                        | 11 073    |                                        |                                              |
| 1954                        | 3985      | 4575                                   |                                              |
| 1962                        | 3908      | 4487                                   |                                              |
| 1968                        | 3101      | 3560                                   |                                              |
| 1975                        | 2405      | 2761                                   |                                              |
| 1982                        | 2100      | 2411                                   |                                              |
| 1990                        | 1951      | 2240                                   | −7,1 %                                       |
| 1999                        | 1672      | 1920                                   | −14,3 %                                      |

## Основные достопримечательности

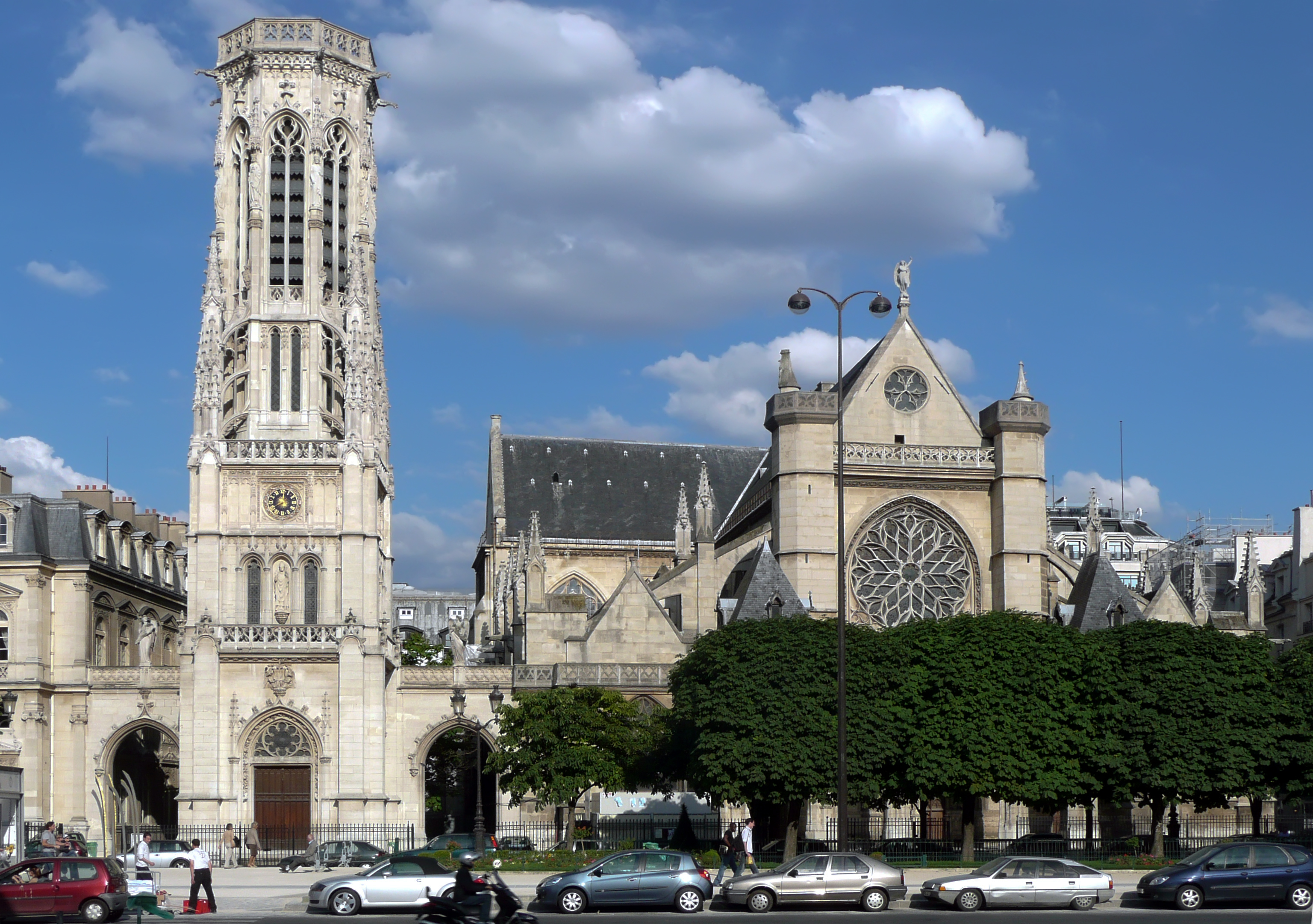
Церковь Сен-Жермен-л’Осеруа

### Культовые сооружения
- Церковь Сен-Жермен-л’Осеруа

### Парки и скверы
- Сад Тюильри
- Сквер Вер-Галан

### Музеи и выставки
- Жё-де-Пом (арт-центр)
- Музей Оранжери
- Лувр

### Театры
- Театр Шатле

### Другие известные места
- Консьержери
- Дворец правосудия
- Мэрия I округа Парижа[фр.]
- Универмаг La Samaritaine (на реконструкции)
- Набережная Межиссери[фр.]
- Пон-Нёф, также Новый мост (фр. Pont Neuf) — старейший из сохранившихся мостов Парижа через реку Сену.